# Francisco Juillet
Rodolfo Francisco Juillet Culán (* 15. Juni 1898 in Santiago de Chile; † 26. Oktober 1987 ebenda) war ein chilenischer Radrennfahrer.

## Sportliche Laufbahn
Juillet war im Bahnradsport aktiv und Teilnehmer der Olympischen Sommerspiele 1924 in Paris. Im Punktefahren schied er aus. Im Sprint schied er in seinem Vorlauf gegen Franciszek Szymczyk aus. 
1928 startete er bei den Olympischen Sommerspielen in Amsterdam. Im Sprint schied er in seinem Vorlauf gegen Walter Knabenhans aus. Über sein weiteres Leben und seine sportlichen Erfolge ist nichts bekannt.